# Nils Larsson (konstnär)

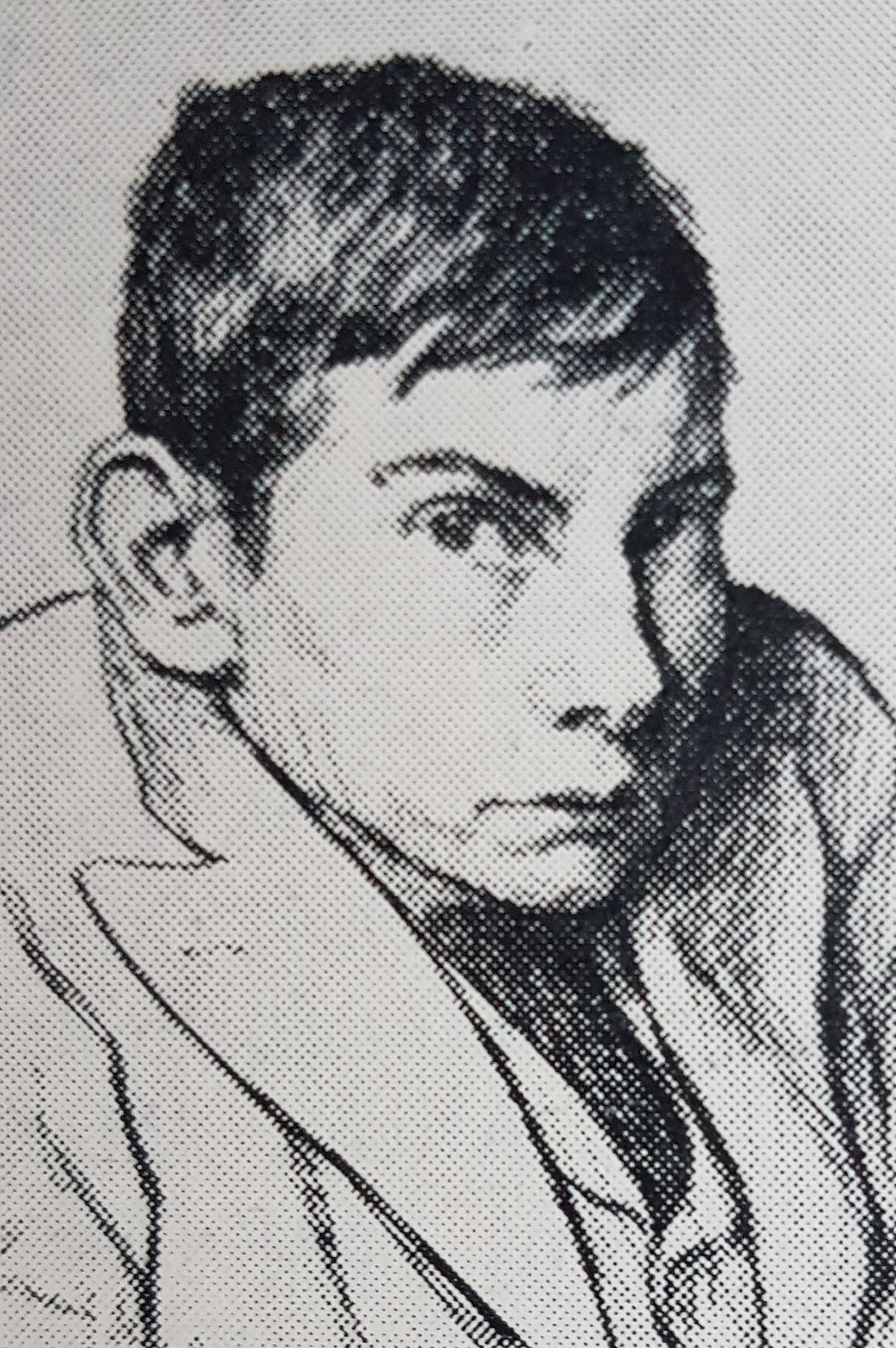
Larsson tecknad av Emerik Stenberg, 1899

Nils Alfred Larsson, även stavningsformen Larson används, född 7 augusti 1872 i Sannäs, Tanums kommun, Göteborgs och Bohus län, död 25 januari 1914 i Sannäs, målare och tecknare. 
Han var son till handlaren Anders Larsson och Hedvig Amalia Christensdotter. Larsson studerade vid Slöjdföreningens skola i Göteborg och vid Tekniska skolan i Stockholm samt vid Konstakademien 1891–1896. Han tilldelades avslutningsåret den hertliga medaljen. Han deltog 1895–1896 i Axel Tallbergs etsningskurs där han utförde några mycket välkomponerade etsningar. Han medverkade i utställningen Svensk konst i Helsingborg 1903 och i Konst- och industriutställningen i Norrköping 1906 samt i samlingsutställningar med Konstföreningen för södra Sverige och Svenska konstnärernas förening. Som illustratör illustrerade han ett flertal böcker bland annat Dumas Kameliadamen och Fritz Reuters Anno tretton  samt ett stort antal jultidningar. Hans konst består av porträtt och landskap med den bohuslänska allmogen, i synnerhet från Sannästrakten i Tanum. Förutom det konstnärliga värdet i hans konst har många av hans bohuslänska scener ett kulturhistoriskt intresse och några av hans teckningar finns återgivna i Erik Liljeroths bok Bohuslän från 1956. Larsson finns representerad vid Nationalmuseum, Norrköpings konstmuseum  och Göteborgs konstmuseum.